# Asterobemisia yanagicola
Asterobemisia yanagicola là một loài côn trùng cánh nửa trong họ Aleyrodidae, phân họ Aleyrodinae.
Asterobemisia yanagicola được Takahashi miêu tả khoa học đầu tiên năm 1934.